# Leo G. Carroll
Leo G. Carroll, de son nom complet Leo Grattan Carroll ou Leo Gratten Carroll, né le 25 octobre 1886 à Weedon (Angleterre) et mort le 16 octobre 1972 à Hollywood (Californie), est un acteur américain d'origine britannique. Il est célèbre pour ses rôles dans plusieurs films d'Alfred Hitchcock, ainsi que sa participation à la série télévisée Des agents très spéciaux.
Il a fait usage, au début de sa carrière d'acteur, du nom Leo Carroll, sans initiale intermédiaire.

## Biographie
Leo G. Carroll est né en Angleterre d'une famille catholique d'origine irlandaise (il est prénommé d'après le pape régnant, Léon XIII). Il débute au théâtre en 1912. Son père est militaire, mais Leo, blessé durant la Première Guerre mondiale, ne suit pas la voie paternelle et retourne vers la scène. Il joue dans de nombreuses pièces à Londres, puis à Broadway et enfin à Hollywood en 1933.
En 1934, sa carrière s'oriente vers le cinéma et il fait ses débuts dans Vivre et aimer (Sadie McKee). Suivent plusieurs films, dans lesquels ses personnages de prédilection sont souvent des médecins ou des serviteurs. Il fait une apparition remarquée dans A Christmas Carol (1938), puis dans Les Hauts de Hurlevent (1939).
La renommée de Leo G. Carroll vient surtout de sa participation à six films d'Alfred Hitchcock. Aucun autre acteur n’a participé à autant de films du « maître » (à part Hitchcock lui-même dans ses caméos). Il y joue aussi bien des médecins (La Maison du docteur Edwardes) que des représentants de l’autorité (La Mort aux trousses).
Sa silhouette est déjà très connue du public quand il incarne le rôle de l’espion Alexander Waverly dans Des agents très spéciaux (The Man from U.N.C.L.E.), de 1964 à 1968. Il tourne d’ailleurs le même personnage en parallèle dans une deuxième série, Annie, agent très spécial (The Girl from U.N.C.L.E.) à partir de 1966. Une autre série télévisée, Topper, avait déjà contribué à sa célébrité aux États-Unis en 1954-55.
Il meurt en 1972 d’une pneumonie aggravée par un cancer, quelques jours avant son 86e anniversaire. Il est enterré à Glendale (Californie). Son épouse meurt le 29 octobre 1972 à 79 ans.
En 1975, il est mentionné dans la chanson Science fiction / Double Feature du film The Rocky Horror Picture Show.

## Filmographie

### Dirigé par Alfred Hitchcock
- 1940 : Rebecca : Dr. Baker
- 1941 : Soupçons (Suspicion) : Le capitaine George Melbeck
- 1945 : La Maison du docteur Edwardes (Spellbound) d'Alfred Hitchcock : Le Dr. Murchison
- 1947 : Le Procès Paradine (The Paradine Case) : Sir Joseph, le procureur
- 1951 : L'Inconnu du Nord-Express (Strangers on a Train) d'Alfred Hitchcock : le sénateur Morton
- 1959 : La Mort aux trousses (North by Northwest) : Le professeur

### Autres
- 1934 : Vivre et aimer (Sadie McKee) de Clarence Brown : Finnegan' Phelps, le maître d’hôtel de Brennan
- 1934 : Stamboul Quest de Sam Wood et Jack Conway
- 1934 : Outcast Lady de Robert Z. Leonard : Le Dr. Marters
- 1934 : Miss Barrett (The Barretts of Wimpole Street), de Sidney Franklin : Le Dr. Waterlow
- 1935 : Le Conquérant des Indes (Clive of India) de Richard Boleslawski : Manning
- 1935 : Mr W’s Little Game de Lynn Shores (en) : George, le serveur
- 1935 : Murder on a Honeymoon de Lloyd Corrigan : Le réalisateur Joseph B. Tate
- 1935 : Un drame au casino (The Casino Murder Case) d'Edwin L. Marin : Smith, le majordome
- 1935 : The Right to Live de William Keighley : Dr Harvester
- 1936 : The Man I Marry de Ralph Murphy
- 1937 : Capitaines courageux (Captains Courageous) de Victor Fleming : Burns
- 1937 : London by Night de Wilhelm Thiele : Correy/Von Kranz/Rabbit Man/Umbrella Man
- 1938 : Un conte de Noël (A Christmas Carol) d'Edwin L. Marin : Le fantôme de Jacob Marley
- 1939 : Bulldog Drummond’s Secret Police de James P. Hogan : Henry Seaton
- 1939 : Charlie Chan in City of Darkness d'Herbert I. Leeds : Louis Santelle
- 1939 : La Tour de Londres (Tower of London) de Rowland V. Lee : Lord Hastings
- 1939 : La Vie privée d'Elizabeth d'Angleterre (The Private Lives of Elizabeth and Essex) de Michael Curtiz : Sir Edward Coke
- 1939 : Les Hauts de Hurlevent (Wuthering Heights) de William Wyler : Joseph
- 1940 : Charlie Chan's Murder Cruise d'Eugene Forde : Le prof. Gordon
- 1940 : Waterloo Bridge de Mervyn LeRoy
- 1941 : Sous le ciel de Polynésie (Bahama Passage) d'Edward H. Griffith : Deldridge
- 1941 : Scotland Yard de Norman Foster : Craven
- 1941 : Révolte au large (This Woman is Mine) de Frank Lloyd : Angus 'Sandy' McKay
- 1945 : La Maison de la 92e Rue (The House on 92nd Street) d’Henry Hathaway : Le col. Hammersohn
- 1947 : Ambre (Forever Amber) d’Otto Preminger : Matt Goodgroome
- 1947 : Passion immortelle (Song of Love) de Clarence Brown : Le prof. Wieck
- 1947 : So Evil My Love de Lewis Allen : Jarvis
- 1947 : Time Out of Mind de Robert Siodmak : Le capitaine Fortune
- 1948 : Vous qui avez vingt ans (Enchantment) d'Irving Reis : Proutie
- 1950 : Le Père de la mariée (Father of the Bride) de Vincente Minnelli : M. Massoula
- 1950 : Années de jeunesse (The Happy Years) de William A. Wellman : M. Hopkins
- 1951 : Le Renard du désert (The Desert Fox: The Story of Rommel) d’Henri Hathaway : Field Marshal Gerd von Rundstedt
- 1951 : La Première Légion (The First legion) de Douglas Sirk : Le père Paul Duquesne
- 1952 : Les Ensorcelés (The Bad and the Beautiful) de Vincente Minnelli : Henry Whitfield
- 1952 : Les Neiges du Kilimandjaro (The Snows of Kilimanjaro) d’Henry King : Oncle Bill
- 1953 : La Reine vierge (Young Bess) de George Sidney : M. Mums
- 1953 : Le Trésor du Guatemala (Treasure of Golden Condor) de Delmer Daves : Dondel
- 1953 : On se bat aux Indes (Rogue's March) d'Allan Davis (en) : Colonel Lenbridge
- 1955 : La Cuisine des anges (We’re No Angels) de Michael Curtiz : Félix Ducotel
- 1955 : Tarantula ! de Jack Arnold : le prof. Gerald Deemer
- 1956 : Le Cygne (film) (The Swan) de Charles Vidor : Caesar
- 1961 : La Fiancée de papa (The Parent Trap) de David Swift : Révérend Dr. Mosby
- 1961 : One Plus One de Arch Oboler : Professeur Logan
- 1963 : Pas de lauriers pour les tueurs (The Prize) de Mark Robson : le comte Bertil Jacobsson
- 1965 : That Funny Feeling de Richard Thorpe : M. O’Shea, prêteur sur gage
- 1966 : L'Espion au chapeau vert, de Henry W. George : Alexandre Waverly
- 1969 : From Nashville with Music de Eddie Crandall : Arnold